# Phare de Saint-Mathieu

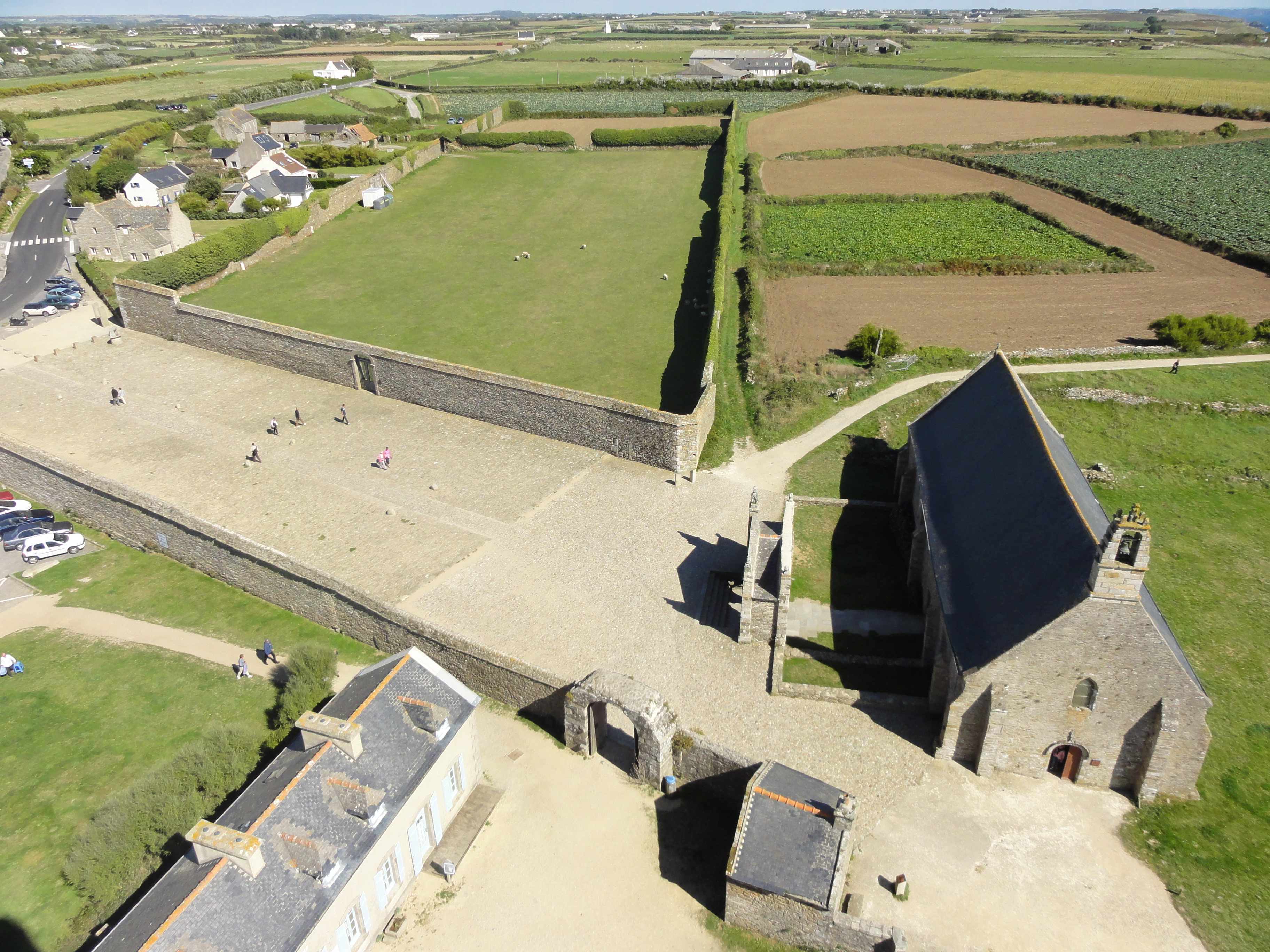
Blick vom Leuchtturm aus auf den Eingangsbereich

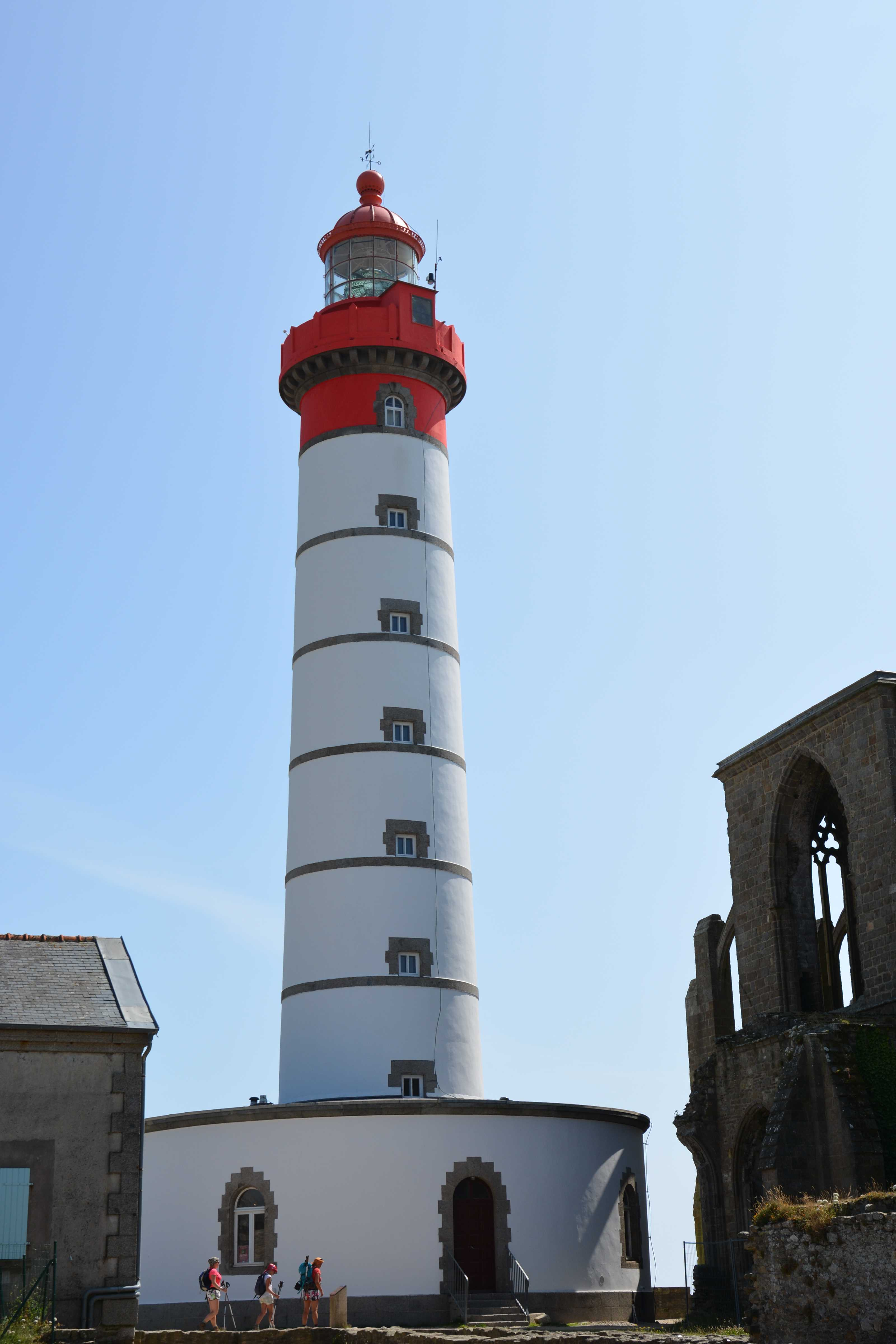
Phare de Saint-Mathieu

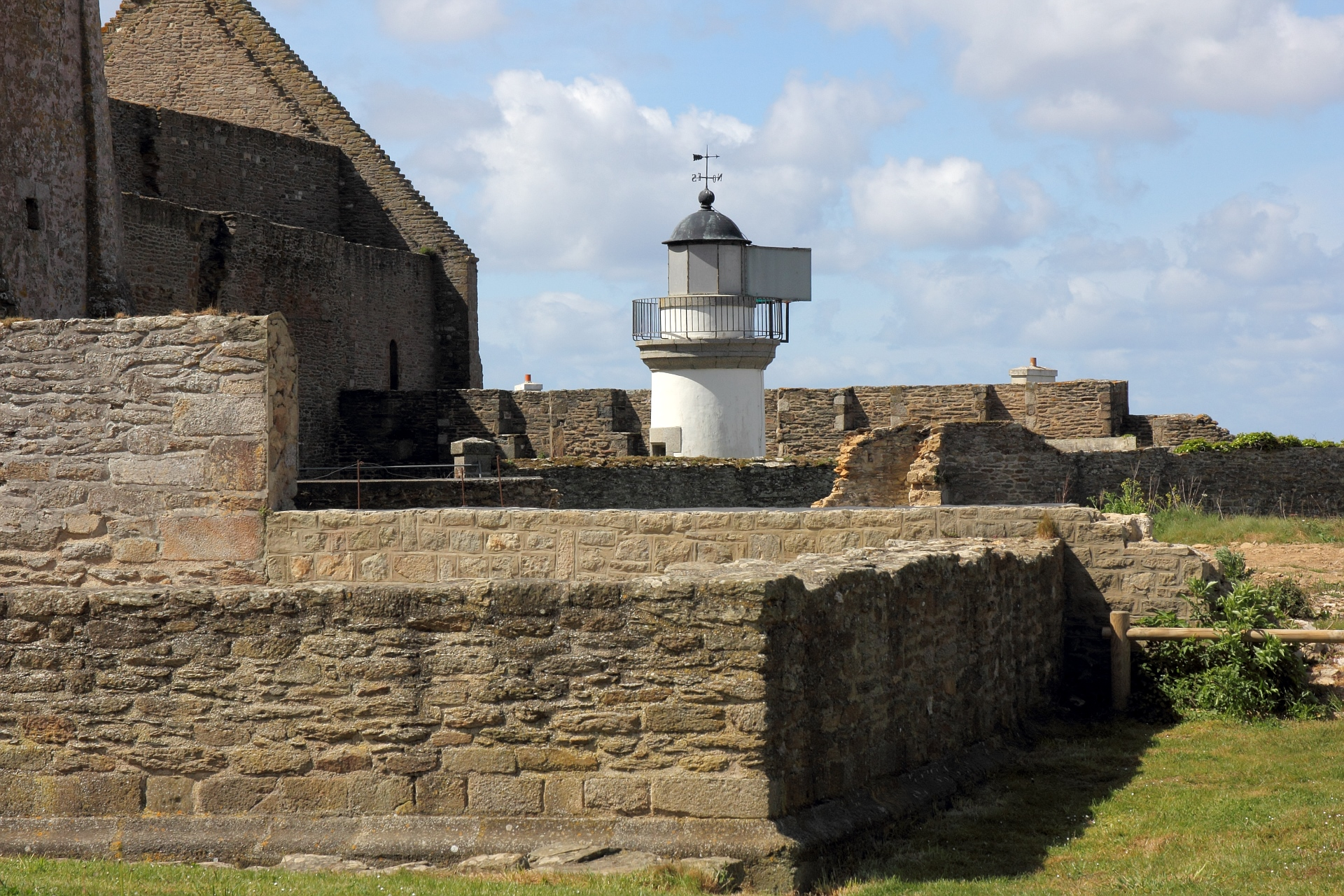
Saint Mathieu, Rückseite des 2. Hilfslichts

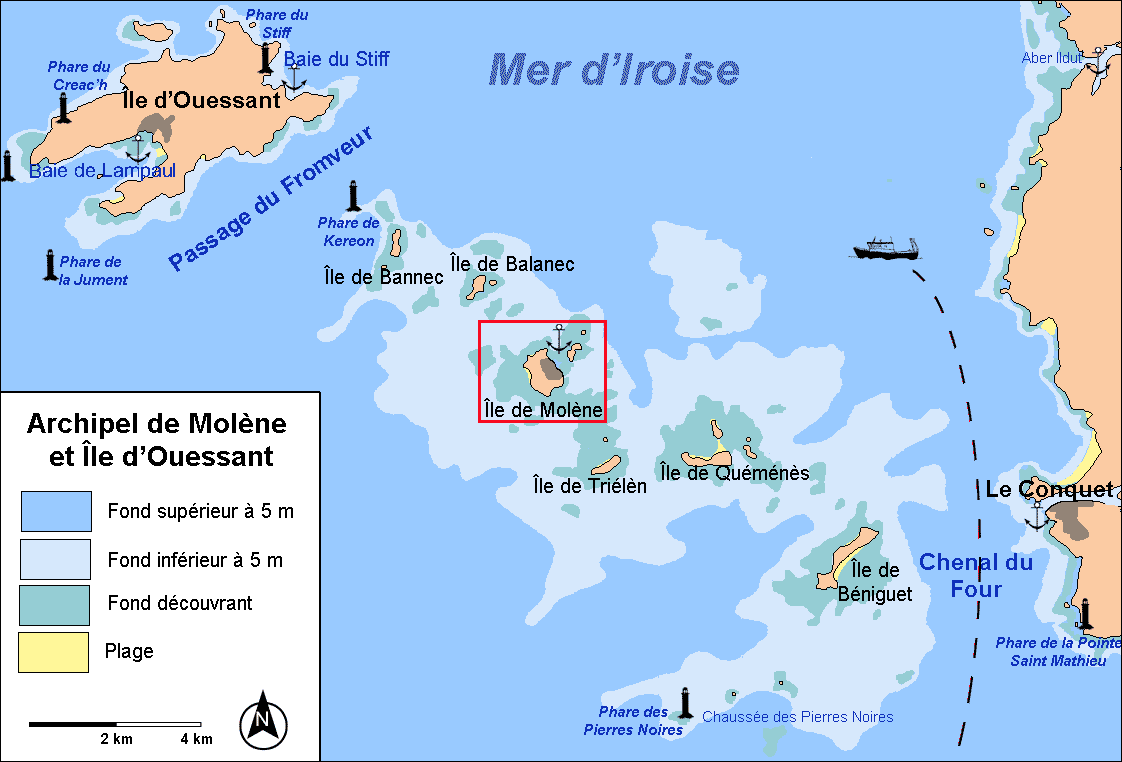
Four-Passage (Chenal du Four)

Phare de Saint-Mathieu ist der Name eines Leuchtturms im Ort Saint-Mathieu auf der Saint-Mathieu-Spitze in Plougonvelin im Département Finistère. Er wurde auf dem Gelände der alten Abtei Saint-Mathieu errichtet. Seine Tragweite beträgt theoretisch 29 Seemeilen, was in etwa 55 Kilometern entspricht.
Zusammen mit dem Leuchtfeuer von Kermorvan zeigt er die Four-Passage (Chenal du Four) an, eine wichtige Nord-Süd-Passage aus oder in die Iroise, die zwischen Festland und der Insel Ouessant führt und dementsprechend eine Zeitersparnis von etwa zwei Tagen einbringt, während er in Verbindung mit Leuchtturm von Portzic die Einfahrt in die Bucht von Brest ausleuchtet.
Der Leuchtturm wird seit dem 23. Mai 2011 als historisches Monument Frankreichs geführt. Er ist für Besuche der Öffentlichkeit zugänglich. Etwas westlich des Leuchtturms befindet sich das Sémaphore de la Pointe Saint-Mathieu.

## Geschichte
Bereits am 19. November 1691 wurde angeregt, auf dem Turm der Abtei ein Leuchtfeuer zu entzünden. Zur Vervollständigung der Markierung wurde 1699 auf Ouessant der Leuchtturm Stiff eingeweiht.
Die Aufrechterhaltung der kostspieligen Feuer gestaltete sich jedoch aus wirtschaftlichen Gründen schwierig. So wurde das Feuer der Abtei nur in dunklen Herbst- und Winternächten betrieben. Dazu kam die Tatsache, dass Kohle sehr ineffizient war und eine große Feuergefahr für die Abtei darstellte.
Im Dezember 1695 wurden Kupferlampen installiert, die jedoch auch diverse Nachteile mit sich brachten. So wurde bei fallendem Ölstand oder durch Rauch verschmutzte Fenster die Sichtweite der Leuchtfeuer deutlich eingeschränkt.
Nach Beschwerden von ranghohen Militärs, wie z. B. Tourville, mietete 1701 die französische Marine den Leuchtturm in Verbindung mit einem Wohnhaus und besetzte diesen permanent mit einem Wärter. 1750 wurde der Turm durch Stürme stark beschädigt.
Im Jahre 1771 ließ Generalleutnant d’Estaing einige wichtige Änderungen vornehmen. So wurde als Brennstoff für die neuen Dochtlampen eine Mischung aus Raps- und Fischöl verwendet und das Leuchtfeuer mit polierten Metallplatten ummantelt. Diese Maßnahme steigerte die Reichweite auf 30 km.
1820 wurde der Leuchtturm mit acht Lampen und diversen Reflektoren ausgestattet, was noch einmal die Reichweite erhöhte. Um aber eine ausreichende Reichweite des Leuchtfeuers zu erhalten, war der Turm schlichtweg zu niedrig.

## Aktuelle Leuchtfeueranlage

### Hauptfeuer
Aufgrund des schlechten Zustandes des Abteiturms wurde am 15. Juni 1835 der Auftrag zum Bau eines neuen Leuchtturms erteilt. Dieser sollte einen Durchmesser von 3,6 m und eine Höhe von 37 m erhalten und auf einem runden Gebäude, ausgestattet mit Geschäften und einem Wohnbereich für den Leuchtturmwärter, errichtet werden. Teile der Ruine der alten Abtei wurden dafür abgerissen. Eine Treppe führt zur Lichtanlage, die rund 56 m über dem Meeresspiegel liegt. 
Die rotierende Optik sendet alle 15 Sekunden einen weißen Blitz aus, dessen Reichweite nun 24 Seemeilen (sm) beträgt. Befeuert wurde zunächst mit Raps- oder Mineralöl, bevor 1935 die Elektrifizierung erfolgte.
Im Juni 1963 bekam Saint-Mathieu sein heutiges Aussehen: weiß mit roten Streifen und der Aufschrift „SAINT-MATHIEU“. Der Turm wurde 1996 automatisiert.

### 1. Hilfslicht
Im Laternenhaus des Leuchtturms ist auch das sogenannte 1. Hilfslicht installiert. Es handelt sich dabei um ein weißes Festfeuer mit einer Reichweite von 28 sm, das in Richtung des Leuchtturms Kermorvan ausgerichtet ist.

### 2. Hilfslicht
Seit dem 1. Januar 1894 ist ein 2. Hilfslicht in Betrieb. Dessen kleiner Turm steht etwa 50 m Luftlinie vom Leuchtturm entfernt. Es handelt sich um ein auf den Leuchtturm Kermorvan ausgerichtetes Sektorenfeuer. Der weiße Sektor hat eine Reichweite von 12 sm, der rote und grüne Sektor haben eine Reichtweite von 8,5 sm.